# فهرست پیروزی‌های تیم مک‌لارن در مسابقات فرمول یک
تیم فرمول یک مک‌لارن دومین تیم با سابقه فرمول یک پس از تیم اسکودریا فراری است که در سال ۱۹۶۶ توسط راننده، مهندس و طراح نیوزیلندی، بروس مک‌لارن تأسیس شد، این تیم همواره از سال ۱۹۶۶ در مسابقات فرمول یک حضور داشته است که نتیجه آن ۱۸۹ پیروزی در مسابقات جایزه بزرگ، ۱۲ قهرمانی جهان رانندگان و ۹ قهرمانی سازندگان در فرمول یک بوده است.
مک‌لارن همچنین تنها تیم تاریخ ورزش‌های موتوری است که توانسته است تاج سه‌گانه این ورزش (پیروزی در مسابقه ایندیاناپلیس ۵۰۰، مسابقات ۲۴ ساعته لو مان و جایزه بزرگ موناکو) را کسب کند.

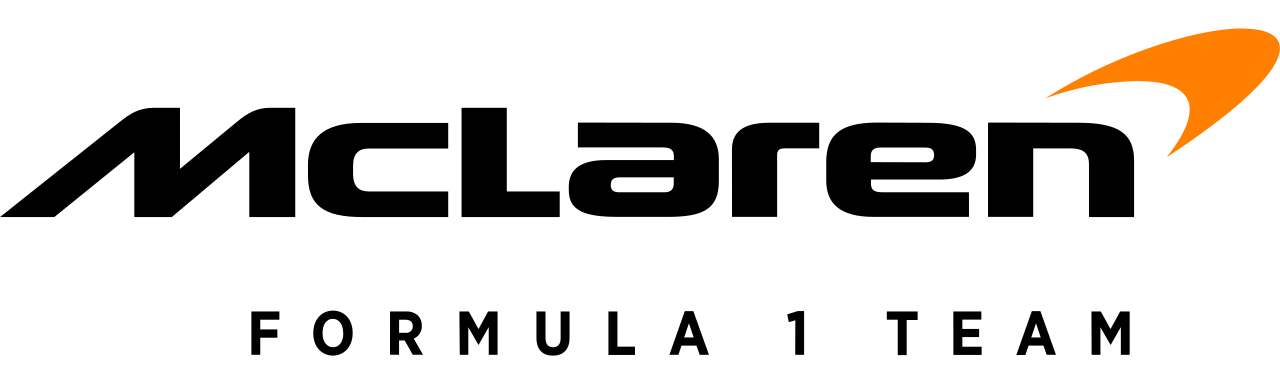
لوگو رسمی تیم فرمول یک مک‌لارن

مقر اصلی این تیم در ووکینگ، ساری، انگلستان قرار دارد، این تیم زیرمجموعه گروه مک‌لارن است که اکثریت سهام تیم را در اختیار دارد.
اولین برد این تیم در مسابقات جایزه بزرگ فرمول یک توسط مؤسس این تیم، بروس مک‌لارن در جایزه بزرگ بلژیک ۱۹۶۸ اتفاق افتاد که خود در جریان جشنواره سرعت گودوود ۱۹۷۰ دچار حادثه و مرگ او شد
پس از این حادثه تدی مایر مدیریت تیم مک‌لارن را به عهده گرفت و این تیم را به اولین قهرمانی جهان سازندگان خود در فرمول یک رساند.

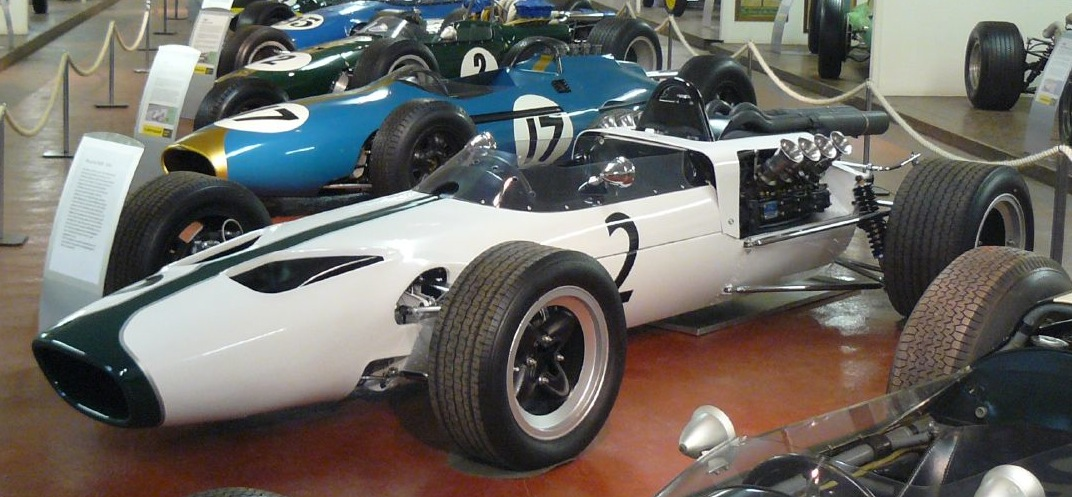
مک‌لارن ام۲بی اولین خودروی فرمول یک تیم مک‌لارن در فرمول یک

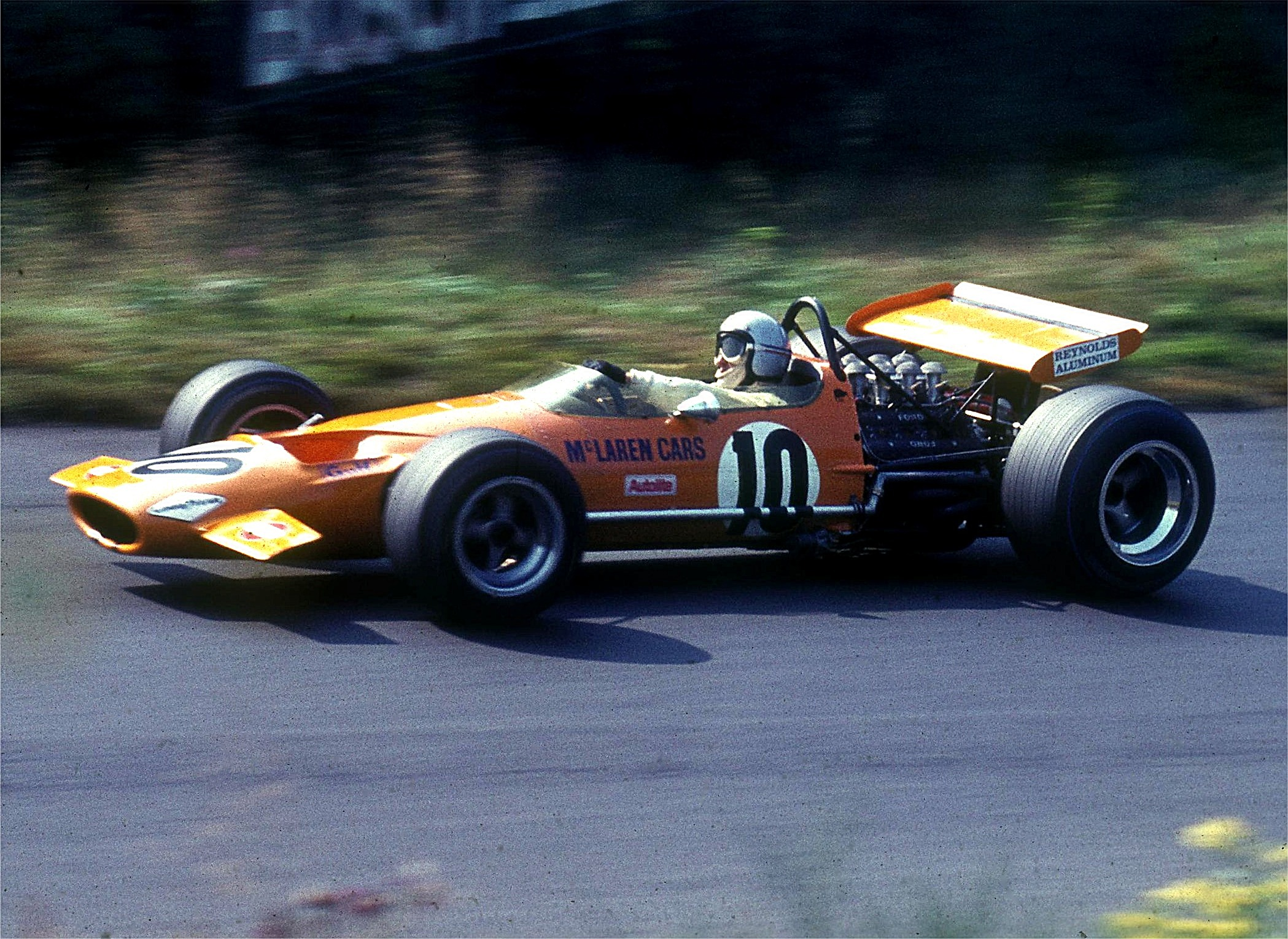
مک‌لارن ام۷ای در سال اولین برد فرمول یک را برای تیم مک لارن را به همراه داشت. (تصویر بروس مک لارن در نوربورگ‌رینگ،)

در سال ۱۹۷۴ تیم مک‌لارن با راننده برزیلی خود، امرسون فیتیپالدی اولین قهرمانی جهان خود را کسب کرد. پس از آن شش راننده دیگر جیمز هانت، نیکی لائودا، آلن پروست، آیرتون سنا، میکا هاکینن و لوئیس همیلتون توانسته‌اند قهرمانی جهان فرمول یک را با این تیم کسب کنند.

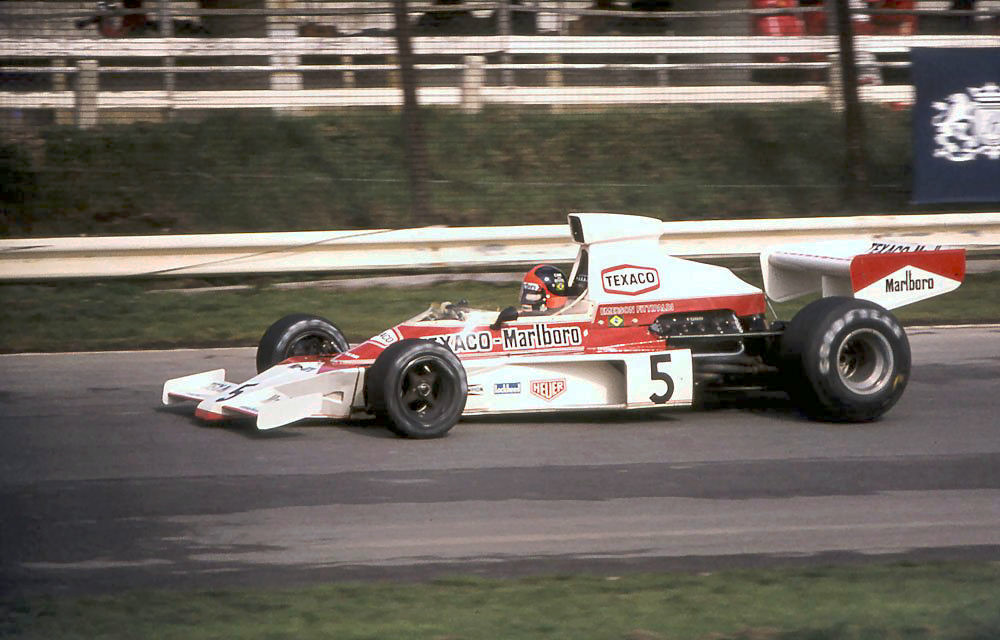
امرسون فیتیپالدی در سال تیم مک‌لارن را برای اولین بار به قهرمانی رانندگان رساند.

مک‌لارن آخرین بار در سال ۲۰۲۴ با دو راننده خود لاندو نوریس و اسکار پیاستری و کسب شش برد و ۶۶۶ امتیاز بالاتر از تیم فراری برای نهمین دوره، قهرمانی جهان سازندگان مسابقات فرمول یک را کسب کرد.

## فهرست پیروزی‌ها در مسابقات جایزه بزرگ
توضیحات:
- شماره. – تعداد برد تیم در مسابقات جایزه بزرگ فرمول یک.
- جایزه بزرگ – مسابقه ای که در آن تیم به پیروزی رسیده است.
- راننده – راننده ای که در آن جایز بزرگ به پیروزی رسیده است.
- تاریخ – تاریخ برگزاری جایزه بزرگ.
- فاصله – اختلاف با نفر نفر دوم، با قالب دقیقه: ثانیه، میلی ثانیه
- خودرو – خودرویی که راننده با آن پیروز جایزه بزرگ شده است.
- تایر – تایری که در آن سال مورد استفاده قرار گرفته است.

| شماره. | جایزه بزرگ    | راننده           | تاریخ           | فاصله         | خودرو          | تایر | منبع.     |   |  |
| ------ | ------------- | ---------------- | --------------- | ------------- | -------------- | ---- | --------- | - |  |
| ۱      | بلژیک         | بروس مک‌لارن      | ۰۹ ژوئن ۱۹۶۸    | ۰:۱۲٫۱        | ام۷ای          | G    | [ ۱۰ ]    |   |  |
| ۲      | ایتالیا       | دنی هیولم        | ۸ سپتامبر ۱۹۶۸  | ۱:۲۸٫۴        | ام۷ای          | G    | [ ۱۱ ]    |   |  |
| ۳      | کانادا        | دنی هیولم        | ۲۲ سپتامبر ۱۹۶۸ |               | ام۷ای          | G    | [ ۱۲ ]    |   |  |
| ۴      | مکزیک         | دنی هیولم        | ۱۹ اکتبر ۱۹۶۹   |               | ام۷ای          | G    | [ ۱۳ ]    |   |  |
| ۵      | آفریقای جنوبی | دنی هیولم        | ۴ مارس ۱۹۷۲     |               | ام۱۹ای         | G    | [ ۱۴ ]    |   |  |
| ۶      | سوئد          | دنی هیولم        | ۱۷ ژوئن ۱۹۷۳    |               | ام۲۳           | G    | [ ۱۵ ]    |   |  |
| ۷      | بریتانیا      | پیتر روسون       | ۱۴ ژوئیه ۱۹۷۳   |               | ام۲۳           | G    | [ ۱۶ ]    |   |  |
| ۸      | کانادا        | پیتر روسون       | ۲۳ سپتامبر ۱۹۷۳ |               | ام۲۳           | G    | [ ۱۷ ]    |   |  |
| ۹      | آرژانتین      | دنی هیولم        | ۱۳ ژانویه ۱۹۷۴  |               | ام۲۳           | G    | [ ۱۸ ]    |   |  |
| ۱۰     | برزیل         | امرسون فیتیپالدی | ۲۷ ژانویه ۱۹۷۴  |               | ام۲۳           | G    | [ ۱۹ ]    |   |  |
| ۱۱     | بلژیک         | امرسون فیتیپالدی | ۱۲ می ۱۹۷۴      |               | ام۲۳           | G    | [ ۲۰ ]    |   |  |
| ۱۲     | کانادا        | امرسون فیتیپالدی | ۲۲ سپتامبر ۱۹۷۴ |               | ام۲۳           | G    | [ ۲۱ ]    |   |  |
| ۱۳     | آرژانتین      | امرسون فیتیپالدی | ۱۲ ژانویه ۱۹۷۵  |               | ام۲۳           | G    | [ ۲۲ ]    |   |  |
| ۱۴     | اسپانیا       | یوخن ماس         | ۲۷ آوریل ۱۹۷۵   |               | ام۲۳           | G    |           |   |  |
| ۱۵     | بریتانیا      | امرسون فیتیپالدی | ۱۹ ژوئیه ۱۹۷۵   |               | ام۲۳           | G    |           |   |  |
| ۱۶     | اسپانیا       | جیمز هانت        | ۲ می ۱۹۷۶       |               | ام۲۳           | G    |           |   |  |
| ۱۷     | فرانسه        | جیمز هانت        | ۴ ژوئیه ۱۹۷۶    |               | ام۲۳           | G    |           |   |  |
| ۱۸     | آلمان         | جیمز هانت        | ۱ اوت ۱۹۷۶      |               | ام۲۳           | G    |           |   |  |
| ۱۹     | هلند          | جیمز هانت        | ۲۹ اوت ۱۹۷۶     |               | ام۲۳           | G    |           |   |  |
| ۲۰     | کانادا        | جیمز هانت        | ۳ اکتبر ۱۹۷۶    |               | ام۲۳           | G    |           |   |  |
| ۲۱     | آمریکا        | جیمز هانت        | ۱۰ اکتبر ۱۹۷۶   |               | ام۲۳           | G    |           |   |  |
| ۲۲     | بریتانیا      | جیمز هانت        | ۱۶ ژوئیه ۱۹۷۷   |               | ام۲۶           | G    |           |   |  |
| ۲۳     | آمریکا        | جیمز هانت        | ۲ اکتبر ۱۹۷۷    |               | ام۲۶           | G    |           |   |  |
| ۲۴     | ژاپن          | جیمز هانت        | ۲۳ اکتبر ۱۹۷۷   | ۱:۰۲٫۴۵       | ام۲۶           | G    |           |   |  |
| ۲۵     | بریتانیا      | جیمز هانت        | جان واتسون      | ۱۸ ژوئیه ۱۹۸۱ | ۴۰٫۶۵          | G    | ام‌پی۴/۱   | M |  |
| ۲۶     | آمریکا        | نیکی لائودا      | ۴ آوریل ۱۹۸۲    | ۱۴٫۶۶۰        | ام‌پی۴/۱        |      |           | M |  |
| ۲۷     | بلژیک         | جان واتسون       | ۱۸ ژوئیه ۱۹۸۱   | ۰۷٫۲۶۸        | ام‌پی۴/۱        |      |           | M |  |
| ۲۸     | دیترویت       | جان واتسون       | ۰۶ ژوئن ۱۹۸۲    | ۱۵٫۷۲۶        | ام‌پی۴/۱        |      |           | M |  |
| ۲۹     | بریتانیا      | نیکی لائودا      | ۱۸ ژوئیه ۱۹۸۲   | ۲۵٫۷۲۶        | ام‌پی۴/۱        |      |           | M |  |
| ۳۰     | آمریکا        | جان واتسون       | ۲۷ مارس ۱۹۸۳    | ۲۷٫۹۹۳        | ام‌پی۴/۱سی      |      |           | M |  |
| ۳۱     | برزیل         | آلن پروست        | ۲۵ مارس ۱۹۸۴    | ۴۰٫۵۱۴        | ام‌پی۴/۲        |      |           | M |  |
| ۳۲     | آفریقای جنوبی | نیکی لائودا      | ۰۷ آوریل ۱۹۸۴   | ۱:۰۵٫۹۵       | ام‌پی۴/۲        |      |           | M |  |
| ۳۳     | سان مارینو    | آلن پروست        | ۶ مه ۱۹۸۴       | ۱۳٫۴۱۶        | ام‌پی۴/۲        |      |           | M |  |
| ۳۴     | فرانسه        | نیکی لائودا      | ۲۰ مه ۱۹۸۴      | ۰۷٫۱۵۴        | ام‌پی۴/۲        |      |           | M |  |
| ۳۵     | موناکو        | آلن پروست        | ۳ ژوئن ۱۹۸۴     | ۰۷٫۴۴۶        | ام‌پی۴/۲        |      |           | M |  |
| ۳۶     | بریتانیا      | نیکی لائودا      | ۵ اوت ۱۹۸۴      | ۰۳٫۱۴۹        | ام‌پی۴/۲        |      |           | M |  |
| ۳۷     | آلمان         | آلن پروست        | ۵ اوت ۱۹۸۴      | ۰۳٫۱۴۹        | ام‌پی۴/۲        |      |           | M |  |
| ۳۸     | اتریش         | نیکی لائودا      | ۱۹ اوت ۱۹۸۴     | ۲۳٫۵۲۵        | ام‌پی۴/۲        |      |           | M |  |
| ۳۹     | هلند          | آلن پروست        | ۲۶ اوت ۱۹۸۴     | ۱۰٫۲۸۳        | ام‌پی۴/۲        |      |           | M |  |
| ۴۰     | ایتالیا       | نیکی لائودا      | ۹ سپتامبر ۱۹۸۴  | ۲۴٫۲۴۹        | ام‌پی۴/۲        |      |           | M |  |
| ۴۱     | اروپا         | آلن پروست        | ۷ اکتبر ۱۹۸۴    | ۲۳٫۹۱۱        | ام‌پی۴/۲        |      |           | M |  |
| ۴۲     | پرتغال        | آلن پروست        | ۲۱ اکتبر ۱۹۸۴   | ۱۳٫۴۲۵        | ام‌پی۴/۲        |      |           | M |  |
| ۴۳     | برزیل         | آلن پروست        | ۷ آوریل ۱۹۸۵    | ۰۳٫۲۵۹        | ام‌پی۴/۲بی      | G    |           |   |  |
| ۴۴     | موناکو        | آلن پروست        | ۱۹ مه ۱۹۸۵      | 07.541s       | ام‌پی۴/۲بی      | G    |           |   |  |
| ۴۵     | بریتانیا      | آلن پروست        | ۲۱ ژوئیه ۱۹۸۵   | ۱ دور         | ام‌پی۴/۲بی      | G    |           |   |  |
| ۴۶     | اتریش         | آلن پروست        | ۱۸ اوت ۱۹۸۵     | ۳۰٫۰۰۲        | ام‌پی۴/۲بی      | G    |           |   |  |
| ۴۷     | هلند          | نیکی لائودا      | ۲۵ اوت ۱۹۸۵     | ۰۰٫۲۳۲        | ام‌پی۴/۲بی      | G    |           |   |  |
| ۴۸     | ایتالیا       | آلن پروست        | ۸ سپتامبر ۱۹۸۵  | ۵۱٫۶۳۵        | ام‌پی۴/۲بی      | G    |           |   |  |
| ۴۹     | سان مارینو    | آلن پروست        | ۲۷ آوریل ۱۹۸۶   | ۰۷٫۶۴۵        | ام‌پی۴/۲بی      | G    | ام‌پی۴/۲سی |   |  |
| ۵۰     | موناکو        | آلن پروست        | ۱۱ مه ۱۹۸۶      | ۲۵٫۰۲۲        | [ ۲۳ ]         | G    | ام‌پی۴/۲سی |   |  |
| ۵۱     | اتریش         | آلن پروست        | ۱۷ اوت ۱۹۸۶     | ۱ دور         | [ ۲۴ ]         | G    | ام‌پی۴/۲سی |   |  |
| ۵۲     | استرالیا      | آلن پروست        | ۲۶ اکتبر ۱۹۸۶   | ۰۴٫۲۰۵        | [ ۲۵ ]         | G    | ام‌پی۴/۲سی |   |  |
| ۵۳     | برزیل         | آلن پروست        | ۱۲ آوریل ۱۹۸۷   | ۴۰٫۵۴۷        | مک‌لارن ام‌پی۴/۳ | G    | [ ۲۶ ]    |   |  |
| ۵۴     | بلژیک         | آلن پروست        | ۱۷ مه ۱۹۸۷      | ۲۴٫۷۶۴        | مک‌لارن ام‌پی۴/۳ | G    | [ ۲۷ ]    |   |  |
| ۵۵     | پرتغال        | آلن پروست        | ۲۰ سپتامبر ۱۹۸۷ | ۲۰٫۴۹۳        | مک‌لارن ام‌پی۴/۳ | G    | [ ۲۸ ]    |   |  |
| ۵۶     | برزیل         | آلن پروست        | ۳ آوریل ۱۹۸۸    | ۰۹٫۸۷۳        | مک‌لارن ام‌پی۴/۴ | G    | [ ۲۹ ]    |   |  |
| ۵۷     | سان مارینو    | آیرتون سنا       | ۱ مه ۱۹۸۸       | ۰۲٫۳۳۴        | مک‌لارن ام‌پی۴/۴ | G    | [ ۳۰ ]    |   |  |
| ۵۸     | موناکو        | آلن پروست        | ۱۵ مه ۱۹۸۸      | ۲۰٫۴۵۳        | مک‌لارن ام‌پی۴/۴ | G    | [ ۳۱ ]    |   |  |
| ۵۹     | مکزیک         | آلن پروست        | ۲۹ مه ۱۹۸۸      | ۷٫۱۰۴         | مک‌لارن ام‌پی۴/۴ | G    | [ ۳۲ ]    |   |  |
| ۶۰     | کانادا        | آیرتون سنا       | ۱۲ ژوئن ۱۹۸۸    | ۵٫۹۳۴         | مک‌لارن ام‌پی۴/۴ | G    | [ ۳۳ ]    |   |  |
| ۶۱     | دیترویت       | آیرتون سنا       | ۱۹ ژوئن ۱۹۸۸    | ۳۸٫۷۱۳        | مک‌لارن ام‌پی۴/۴ | G    | [ ۳۴ ]    |   |  |
| ۶۲     | فرانسه        | آلن پروست        | ۳ ژوئیه ۱۹۸۸    | 31.752s       | مک‌لارن ام‌پی۴/۴ | G    | [ ۳۵ ]    |   |  |
| ۶۳     | بریتانیا      | آیرتون سنا       | ۱۰ ژوئیه ۱۹۸۸   | ۲۳٫۳۴۴        | مک‌لارن ام‌پی۴/۴ | G    | [ ۳۶ ]    |   |  |
| ۶۴     | آلمان         | آیرتون سنا       | ۲۴ ژوئیه ۱۹۸۸   | ۱۳٫۶۰۹        | مک‌لارن ام‌پی۴/۴ | G    | [ ۳۷ ]    |   |  |
| ۶۵     | مجارستان      | آیرتون سنا       | ۷ اوت ۱۹۸۸      | ۰۰٫۵۲۹        | مک‌لارن ام‌پی۴/۴ | G    | [ ۳۸ ]    |   |  |
| ۶۶     | بلژیک         | آیرتون سنا       | ۲۸ اوت ۱۹۸۸     | ۳۰٫۴۷۰        | مک‌لارن ام‌پی۴/۴ | G    | [ ۳۹ ]    |   |  |

آمارها
- ۱۵٫۳ درصد قهرمانی سازندگان در فرمول یک
- ۲۰٫۳ درصد قهرمانی جهان رانندگان در فرمول یک
- ۱۹٫۴ درصد برد جایزه بزرگ

## بر پایه فصل
توضیحات
- شماره: شماره فصل حضور تیم در مسابقات فرمول یک
- تعداد برد: تعداد برای که تیم در یک فصل به دست آورده است.
- – تیم در آن فصل قهرمانی سازندگان را کسب کرده است.

| شماره. | فصل  | تعداد برد | برد(ها) |
| ------ | ---- | --------- | --- |
| ۱      | ۱۹۶۸ | ۳         | بلژیک، ایتالیا، کانادا                                                                                             |
| ۲      | ۱۹۶۹ | ۱         | مکزیک |
| ۳      | ۱۹۷۲ | ۱         | آفریقای جنوبی |
| ۴      | ۱۹۷۳ | ۳         | سوئد، بریتانیا، کانادا                                                                                             |
| ۴      | ۱۹۷۴ | ۴         | آرژانتین، برزیل، بلژیک، کانادا                                                                                     |
| ۵      | ۱۹۷۵ | ۳         | آرژانتین، اسپانیا، بریتانیا                                                                                        |
| ۶      | ۱۹۷۶ | ۶         | اسپانیا، فرانسه، آلمان، هلند، کانادا، ایالات متحده                                                                 |
| ۷      | ۱۹۷۷ | ۳         | بریتانیا، ایالات متحده، ژاپن                                                                                       |
| ۸      | ۱۹۸۱ | ۱         | بریتانیا |
| ۹      | ۱۹۸۲ | ۴         | ایالات متحده، بلژیک، دیترویت، بریتانیا                                                                             |
| ۱۰     | ۱۹۸۳ | ۱         | ایالات متحده |
| ۱۱     | ۱۹۸۴ | ۱۲        | برزیل، آفریقای جنوبی، سان مارینو، فرانسه، موناکو، بریتانیا، آلمان، اتریش، هلند، ایتالیا، اروپا، پرتغال             |
| ۱۲     | ۱۹۸۵ | ۶         | برزیل، موناکو، بریتانیا، اتریش، هلند، ایتالیا                                                                      |
| ۱۳     | ۱۹۸۶ | ۴         | سان مارینو، موناکو، اتریش، استرالیا                                                                                |
| ۱۴     | ۱۹۸۷ | ۳         | برزیل، بلژیک، پرتغال                                                                                               |
| ۱۵     | ۱۹۸۸ | ۱۴        | برزیل، سان مارینو، موناکو، مکزیک، کانادا، دیترویت، فرانسه، آلمان، مجارستان، بلژیک، پرتغال، اسپانیا، ژاپن، استرالیا |
| ۱۶     | ۱۹۸۹ | ۱۰        | سان مارینو، موناکو، مکزیک، ایالات متحده، فرانسه، بریتانیا، آلمان، بلژیک، ایتالیا، اسپانیا                          |
| ۱۷     | ۱۹۹۰ | ۶         | ایالات متحده، موناکو، کانادا، آلمان، بلژیک، ایتالیا                                                                |
| ۱۸     | ۱۹۹۱ | ۸         | ایالات متحده، برزیل، سان مارینو، موناکو، بلژیک، ژاپن، استرالیا                                                     |
| ۱۹     | ۱۹۹۲ | ۵         | موناکو، کانادا، مجارستان، ایتالیا، استرالیا                                                                        |
| ۲۰     | ۱۹۹۳ | ۵         | برزیل، اروپا، موناکو، ژاپن، استرالیا                                                                               |
| ۲۱     | ۱۹۹۷ | ۳         | استرالیا، ایتالیا، اروپا                                                                                           |
| ۲۲     | ۱۹۹۸ | ۹         | استرالیا، برزیل، سان مارینو، اسپانیا، موناکو، اتریش، آلمان، لوکزامبورگ، ژاپن                                       |
| ۲۲     | ۱۹۹۹ | ۷         | برزیل، اسپانیا، کانادا، بریتانیا، مجارستان، بلژیک، ژاپن                                                            |
| ۲۳     | ۲۰۰۰ | ۷         | بریتانیا، اسپانیا، موناکو، فرانسه، اتریش، مجارستان، بلژیک                                                          |
| ۲۴     | ۲۰۰۱ | ۴         | برزیل، اتریش، بریتانیا، ایالات متحده                                                                               |
| ۲۵     | ۲۰۰۲ | ۱         | موناکو |
| ۲۶     | ۲۰۰۳ | ۲         | استرالیا، مالزی |
| ۲۷     | ۲۰۰۴ | ۱         | بلژیک |
| ۲۸     | ۲۰۰۵ | ۱۰        | اسپانیا، موناکو، کانادا، بریتانیا، مجارستان، ترکیه، ایتالیا، بلژیک، برزیل، ژاپن                                    |
| ۲۹     | ۲۰۰۷ | ۸         | مالزی، موناکو، کانادا، ایالات متحده، اروپا، مجارستان، ایتالیا، ژاپن                                                |
| ۳۰     | ۲۰۰۸ | ۶         | استرالیا، موناکو، بریتانیا، آلمان، مجارستان، چین                                                                   |
| ۳۱     | ۲۰۰۹ | ۲         | مجارستان، سنگاپور                                                                                                  |
| ۳۲     | ۲۰۱۰ | ۵         | استرالیا، چین، ترکیه، کانادا، بلژیک                                                                                |
| ۳۳     | ۲۰۱۱ | ۶         | چین، کانادا، آلمان، مجارستان، ژاپن، ابوظبی                                                                         |
| ۳۴     | ۲۰۱۲ | ۷         | استرالیا، کانادا، مجارستان، بلژیک، ایتالیا، ایالات متحده، برزیل                                                    |
| ۳۵     | ۲۰۲۱ | ۱         | ایتالیا |
| ۳۶     | ۲۰۲۴ | ۶         | میامی، مجارستان، هلند، آذربایجان، سنگاپور، ابوظبی                                                                  |
| ۳۷     | ۲۰۲۵ | ۲         | استرالیا، چین |
| منابع: |      |           | |

## بر پایه جایزه بزرگ
- فهرست زیر بر پایه حروف الفبا مرتب شده است نه تعداد برد.

| شماره. | جایزه بزرگ          | تعداد پیروزی | سال(ها)                                                                            | منبع.         |
| ------ | ------------------- | ------------ | ---------------------------------------------------------------------------------- | ------------- |
| ۱      | جایزه بزرگ ابوظبی   | ۲            | ۲۰۱۱، ۲۰۲۴                                                                         | [ ۴۶ ] [ ۴۷ ] |
| ۲      | جایزه بزرگ آرژانتین | ۲            | ۱۹۷۴، ۱۹۷۵                                                                         | [ ۴۸ ]        |
| ۳      | جایزه بزرگ استرالیا | ۱۱           | ۱۹۸۶، ۱۹۸۸، ۱۹۹۱، ۱۹۹۲، ۱۹۹۳، ۱۹۹۷، ۱۹۹۸، ۲۰۰۳، ۲۰۰۸، ۲۰۱۰، ۲۰۱۲                   | [ ۴۹ ]        |
| ۴      | جایزه بزرگ اتریش    | ۶            | ۱۹۸۴، ۱۹۸۵، ۱۹۸۶، ۱۹۹۸، ۲۰۰۰، ۲۰۰۱                                                 |               |
|        | جایزه بزرگ بلژیک    | ۱۴           | ۱۹۶۸، ۱۹۷۴، ۱۹۸۲، ۱۹۸۷، ۱۹۸۸، ۱۹۸۹، ۱۹۹۰، ۱۹۹۱، ۱۹۹۹، ۲۰۰۰، ۲۰۰۴، ۲۰۰۵، ۲۰۱۰، ۲۰۱۲ | [ ۵۰ ] [ ۵۱ ] |

## بر پایه رانندگان
- – راننده با تیم مک‌لارن، قهرمانی جهان فرمول یک را کسب کرده است.

| شماره. | راننده           | تعداد برد | اولین پیروزی | آخرین پیروزی | منبع.         |
| ------ | ---------------- | --------- | ------------ | ------------ | ------------- |
| ۱      | آیرتون سنا       | ۳۵        | ۱۹۸۸         | ۱۹۹۲         | [ ۵۲ ] [ ۵۳ ] |
| ۲      | آلن پروست        | ۲۹        | ۱۹۸۴         | ۱۹۸۹         | [ ۵۴ ] [ ۵۵ ] |
| ۳      | لوئیس همیلتون    | ۲۱        | ۲۰۰۷         | ۲۰۱۲         | [ ۵۶ ] [ ۵۷ ] |
| ۴      | میکا هاکینن      | ۲۰        | ۱۹۹۷         | ۲۰۰۱         |               |
| ۵      | دیوید کولتارد    | ۱۲        | ۱۹۹۷         | ۲۰۰۳         |               |
| ۶      | جیمز هانت        | ۹         | ۱۹۷۶         | ۱۹۷۷         |               |
| ۶      | کیمی رایکونن     | ۹         | ۲۰۰۳         | ۲۰۰۵         |               |
| ۷      | نیکی لائودا      | ۸         | ۱۹۸۲         | ۱۹۸۵         |               |
| ۷      | جنسون باتن       | ۸         | ۲۰۱۰         | ۲۰۱۲         |               |
| ۸      | اسکار پیاستری    | ۶         | ۲۰۲۴         | ۲۰۲۵         |               |
| ۸      | دنی هیولم        | ۵         | ۱۹۶۸         | ۱۹۷۴         |               |
| ۸      | امرسون فیتیپالدی | ۵         | ۱۹۷۴         | ۱۹۷۵         |               |
| ۸      | لاندو نوریس      | ۵         | ۲۰۲۴         | ۲۰۲۵         |               |
| ۹      | جان واتسون       | ۴         | ۱۹۸۱         | ۱۹۸۳         |               |
| ۹      | فرناندو آلونسو   | ۴         | ۲۰۰۷         | ۲۰۰۷         |               |
| ۱۰     | گرهارد برگر      | ۳         | ۱۹۹۱         | ۱۹۹۲         |               |
| ۱۰     | پابلو مونتویا    | ۳         | ۲۰۰۵         | ۲۰۰۵         |               |
| ۱۱     | پیتر روسون       | ۲         | ۱۹۷۳         | ۱۹۷۳         |               |
| ۱۲     | بروس مک‌لارن      | ۱         | ۱۹۶۸         | -            |               |
| ۱۲     | یوخن ماس         | ۱         | ۱۹۷۵         | -            |               |
| ۱۲     | هیکی کوالاینن    | ۱         | ۲۰۰۸         | -            |               |
| ۱۲     | دنیل ریکاردو     | ۱         | ۲۰۲۱         | -            |               |

## بر پایه خودرو
| شماره. | خودرو             | تعداد برد | تصویر |
| ------ | ----------------- | --------- | ----- |
| ۱      | مک‌لارن ام‌پی۴/۴    | ۱۵        |       |
| ۲      | مک‌لارن ام‌پی۴/۲۰   | ۱۰        |       |
| ۳      | مک‌لارن ام‌پی۴/۱۳   | ۹         |       |
| ۴      | مک‌لارن ام‌پی۴/۲۲   | ۸         |       |
| ۵      | مک‌لارن ام‌پی۴/۲۷   | ۷         |       |
| ۶      | مک‌لارن ام‌پی۴/۲۳   | ۶         |       |
| ۷      | مک‌لارن ام‌سی‌ال۳۸   | ۶         |       |
| ۸      | مک‌لارن ام‌پی۴/۲۶   | ۶         |       |
| ۹      | مک‌لارن ام‌پی۴/۲۵   | ۵         |       |
| ۸      | مک‌لارن ام‌پی۴/۲۴   | ۲         |       |
| ۱۱     | مک‌لارن ام‌سی‌ال۳۵   | ۱         |       |
|        | مک‌لارن ام‌سی‌ال۳۵ام | ۱         |       |
|        | مک‌لارن ام‌پی۴/۲۲   | ۸         |       |
|        | مک‌لارن ام‌پی۴/۱۹بی | ۱         |       |
|        | مک‌لارن ام‌پی۴/۱۷دی | ۲         |       |
|        | مک‌لارن ام‌پی۴/۱۷   | ۱         |       |
|        | مک‌لارن ام‌پی۴/۱۶   | ۴         |       |
|        | مک‌لارن ام‌پی۴/۱۵   | ۷         |       |
| منابع: |                   |           |       |